# Sophie Bouquet
Sophie Bouquet (Amsterdam, 5 augustus 2002) is een Nederlands actrice. Zij speelde in diverse films en series, waaronder First Kiss, Eng en Goede tijden, slechte tijden.

## Levensloop
Bouquet maakte in april 2012 haar acteerdebuut in de Eurovisiesongfestival-videoclip You and me van zangeres Joan Franka. In 2015 speelde Bouquet in de korte film Konijn. Een jaar later, in oktober 2016, maakte ze haar televisiedebuut met haar rol als Lot in de VPRO-jeugdserie Eng. Bouquet was samen met haar vader, Dick Bouquet, te zien in de langspeelfilm Sinterklaas is nog niet jarig.
In 2018 vertolkte Bouquet de hoofdrol van Britt in de korte film One of the Boys. Datzelfde jaar maakte ze haar debuut op het grote scherm, in de bioscoopfilm First Kiss. Hierna volgde rollen als Gabi in Shalky en Janna in Verborgen Verhalen.
Bouquet verkreeg grotere naamsbekendheid toen zij op 30 december 2019 haar entree maakte in de RTL 4-soap Goede tijden, slechte tijden, als het personage Merel Verduyn. Een verhaallijn rond Bouquet haar personage raakte in het voorjaar van 2023 in opsprak nadat ze een affaire kreeg met een personage die 25 jaar ouder is. Bouquet verliet na vijf jaar de soap, in december 2024, om zich te focussen op nieuwe stappen in haar carrière. In januari 2025 was Bouquet met een naaktfotoreportage te zien in het blad Playboy. In het voorjaar van 2025 was Bouquet te zien in de bioscoopfilms Love Fail Repeat en Red Flags.
Naast films en series is Bouquet te zien geweest in meerdere videoclips, waaronder van zanger Flemming en van de band Green Policy.

## Privé
Bouquet heeft sinds 2021 een relatie met cameraman Joshua Koopman, de twee ontmoetten elkaar op de set van Goede tijden, slechte tijden.

## Filmografie

### Film
- 2015: Konijn
- 2017: Sinterklaas is nog niet jarig, als Sophietje
- 2018: One of the Boys, als Britt
- 2018: First Kiss, als stagiair
- 2019: Shalky, als Gabi
- 2021: One More Shot, als Sadie
- 2023: swapID, als Mila
- 2024: The Morning After the Night Before, als Emmy
- 2024: Jimmy, als Jennifer
- 2024: Vuur & vlam, als Merel
- 2025: Love Fail Repeat, als Sofia
- 2025: Red Flags, als Mila

### Televisie

#### Als actrice
- 2016: Eng, als Lot
- 2019, 2022: Verborgen Verhalen, als Janna
- 2019-2024: Goede tijden, slechte tijden, als Merel Verduyn

#### Overig
- 2024: Het perfecte plaatje in Thailand, deelneemster[15]

### Videoclips
- 2012: You and me van Joan Franka
- 2022: Paracetamollen van Flemming
- 2023: Hollow, van Green Policy
- 2024: Laten, van Jesse Hoefnagels